# オシー・レナルディ
オシー・レナルディ（Ossy Renardy、本名：オスカル・レイス（Oskar Reiss）、1920年4月26日 - 1953年12月3日）は、オーストリア生まれのヴァイオリニスト。
ウィーンにて生まれる。5歳の頃からヴァイオリンを学び、ニューヨークにいたテオドール・パシュカスの薫陶を受けた。
1933年にウィーンのコメディ・ショーの出し物として初舞台を踏み、オッシ・レナルディ(Ossi Renardy)の芸名を得た。翌年には現在の芸名に改め、ヨーロッパ各地で演奏してヴァイオリニストとしての名声を確立した。
1937年にはナチスの台頭を嫌ってアメリカ合衆国に移住し、1939年にはニューヨークのカーネギー・ホールでアメリカ・デビューを飾った。
1941年から1947年までアメリカ軍のための慰問演奏をし、翌年にはアメリカ陸軍に所属して1943年に市民権を取得した。
1947年からは一般のコンサート活動に戻り、ニコロ・パガニーニの24のカプリース全曲を、フェルディナンド・ダヴィッドのピアノ伴奏版ではあるものの、ルッジェーロ・リッチに先駆けて録音した。
ラスクルーセスからコロラド州モンテヴィスタに向かう途上、トレス・ピエドラスで交通事故死。

## 註
1. ↑  Henry Roth (2014). Violin Virtuosos: From Paganini to the 21st Century. California Classics Books. p. 269. ISBN 978-1843838357
2. ↑  arkivmusic.com

| スタブアイコン | サブスタブ | この項目は、まだ閲覧者の調べものの参照としては役立たない、人物に関連した書きかけの項目です。この項目を加筆・訂正などしてくださる協力者を求めています（P:人物伝/PJ:人物伝）。 |